# Tipula atuntzuensis
Tipula atuntzuensis är en tvåvingeart som beskrevs av Edwards 1928. Tipula atuntzuensis ingår i släktet Tipula och familjen storharkrankar. Inga underarter finns listade i Catalogue of Life.